# Euthalia miscus
Euthalia miscus är en fjärilsart som beskrevs av Hans Fruhstorfer 1913. Euthalia miscus ingår i släktet Euthalia och familjen praktfjärilar. Inga underarter finns listade i Catalogue of Life.